# Liste der Kreisstraßen im Landkreis Darmstadt-Dieburg
Die Liste der Kreisstraßen im Landkreis Darmstadt-Dieburg ist eine Auflistung der Kreisstraßen im hessischen Landkreis Darmstadt-Dieburg.

## Abkürzungen
- K: Kreisstraße
- L: Landesstraße

## Liste
Die Kreisstraßen behalten die ihnen zugewiesene Nummer innerhalb des Regierungsbezirks Darmstadt in der Regel auch bei einem Wechsel in einen anderen Landkreis oder in eine kreisfreie Stadt. Nicht vorhandene bzw. nicht nachgewiesene Kreisstraßen werden in Kursivdruck gekennzeichnet, ebenso Straßen und Straßenabschnitte, die unabhängig vom Grund (Herabstufung zu einer Gemeindestraße oder Höherstufung) keine Kreisstraßen mehr sind. 
Der Straßenverlauf wird in der Regel von Nord nach Süd und von West nach Ost angegeben.
| Nr.   | Verlauf |
| ----- | --- |
| K 66  | L 3261 in Hähnlein – Kreisgrenze – (K 66 im Landkreis Bergstraße)                                                    |
| K 69  | (K 69 im Landkreis Bergstraße) – Kreisgrenze – L 3099 in Brandau                                                     |
| K 71  | L 3102 – Steinau |
| K 72  | L 3102 – Meßbach |
| K 73  | L 3102 in Niedernhausen – Nonrod                                                                                     |
| K 101 | K 105 – L 3413 |
| K 102 | L 3413 – Staatsgrenze – (MIL 33 im Landkreis Miltenberg, Bayern)                                                     |
| K 104 | – Heubach |
| K 105 | L 3065 in Klein-Umstadt – K 101 – Radheim – K 106 – Mosbach – Staatsgrenze – (MIL 3 im Landkreis Miltenberg, Bayern) |
| K 106 | L 3115 in Schaafheim – K 105 in Radheim                                                                              |
| K 108 | – Harpertshausen – L 3065 in Langstadt                                                                               |
| K 111 | – Wiebelsbach |
| K 112 | L 3318 – Ober-Nauses – Kreisgrenze – (K 112 im Odenwaldkreis)                                                        |
| K 114 | Hering – L 3318 |
| K 116 | in Lengfeld – Nieder-Klingen – L 3065 – Ober-Klingen – Kreisgrenze – (K 116 im Odenwaldkreis)                        |
| K 117 | L 3413 in Habitzheim – /L 3065                                                                                       |
| K 119 | in Reinheim – Ueberau                                                                                                |
| K 121 | L 3413 in Habitzheim – L 3065 in Lengfeld                                                                            |
| K 123 | L 3115 in Semd – L 3413 in Habitzheim                                                                                |
| K 124 | L 3115 in Klein-Zimmern – L 3413 in Habitzheim                                                                       |
| K 125 | – L 3115 in Semd |
| K 126 | K 128 in Dieburg – L 3115 in Klein-Zimmern                                                                           |
| K 128 | – Gundernhausen – L 3115 – Dieburg – L 3114 – K 126 – / –                                                            |
| K 129 | Ober-Ramstadt – K 130 –                                                                                              |
| K 130 | K 129 – Zeilhard – in Georgenhausen                                                                                  |
| K 133 | L 3099 in Nieder-Modau – Rohrbach – L 3106 – L 3477 in Wembach                                                       |
| K 134 | L 3099 in Ernsthofen – Asbach – L 3106                                                                               |
| K 135 | L 3106 – Klein-Bieberau – Webern                                                                                     |
| K 136 | L 3099 – Herchenrode                                                                                                 |
| K 137 | L 3099 in Modau – K 138 – Neutsch                                                                                    |
| K 138 | in Nieder-Ramstadt – Waschenbach – Frankenhausen – K 137                                                             |
| K 139 | (K 139 im Kreis Groß-Gerau) – Kreisgrenze – K 165 in Schneppenhausen                                                 |
| K 143 | L 3100 in Seeheim – L 3098                                                                                           |
| K 144 | L 3103 in Jugenheim – Stettbach                                                                                      |
| K 146 | in Bickenbach – Jugenheim – L 3100 – L 3103                                                                          |
| K 149 | /L 3097 in Eich – Hahn                                                                                               |
| K 150 | (K 150 im Kreis Groß-Gerau) – Kreisgrenze – L 3097 in Eschollbrücken                                                 |
| K 165 | L 3094 in Braunshardt – Schneppenhausen – K 139 – L 3113 – Gräfenhausen – Kreisgrenze – (K 165 in Darmstadt)         |
| K 167 | – Erzhausen – Kreisgrenze – (K 167 in Darmstadt)                                                                     |
| K 180 | L 3097/L 3317 in Messel – Kreisgrenze für knapp 2 km am nördlichen Straßenrand – L 3095 in Eppertshausen             |
| K 182 | K 183 in Hergershausen –                                                                                             |
| K 183 | L 3095 in Eppertshausen – Hergershausen – K 182 – Sickenhofen –                                                      |
| K 184 | L 3065 in Babenhausen – Harreshausen                                                                                 |

## Nummerierung der Kreisstraßen im Regierungsbezirk Darmstadt
Die Kreisstraßen im Regierungsbezirk Darmstadt wurden ursprünglich nach einem bestimmten Nummernplan durchnummeriert. Hierbei wählte man für den Landkreis Bergstraße die niedrigsten und für den Main-Kinzig-Kreis die höchsten Kreisstraßennummern.
Die Nummerierung erfolgte in der Regel in folgender Reihenfolge:
Landkreis Bergstraße, Odenwaldkreis, Landkreis Darmstadt-Dieburg, Landkreis Groß-Gerau, kreisfreie Stadt Darmstadt, Landkreis Offenbach, kreisfreie Stadt Offenbach am Main, Wetteraukreis, Rheingau-Taunus-Kreis, kreisfreie Stadt Wiesbaden, Hochtaunuskreis, Main-Taunus-Kreis, kreisfreie Stadt Frankfurt am Main und schließlich Main-Kinzig-Kreis.
Auch die Nummerierungen der Kreisstraßen im Lahn-Dill-Kreis und im Landkreis Limburg-Weilburg, die seit dem 1. Januar 1981 zum Regierungsbezirk Gießen gehören, folgen großenteils noch diesem Nummernplan.